# 丝毛飞廉
丝毛飞廉（学名：Carduus crispus）为菊科飞廉属的植物。

## 形态
二年生草本。茎直立，具边缘有刺的绿色翅；椭圆状披针形叶子互生，羽状深裂，裂片边缘有刺；头状花序2～3枚生于枝端，夏季开紫红色管状花；长椭圆形瘦果，基部收缩。

## 分布
分布于俄罗斯、欧洲、蒙古、朝鲜以及中国大陆各地，生长于海拔400米至3,600米的地区，多生于山坡草地、荒地河旁、田间或林下，目前尚未由人工引种栽培。

## 别名
飞簾（东北植物检索表）

## 外部連結
- 飛廉, Feilian（页面存档备份，存于） 藥用植物圖像數據庫 (香港浸會大學中醫藥學院) （繁體中文）（英文）